# 384年
| 千纪： | 1千纪                                                                                           |
| 世纪： | 3世纪 \| 4世纪 \| 5世纪                                                                         |
| 年代： | 350年代 \| 360年代 \| 370年代 \| 380年代 \| 390年代 \| 400年代 \| 410年代                       |
| 年份： | 379年 \| 380年 \| 381年 \| 382年 \| 383年 \| 384年 \| 385年 \| 386年 \| 387年 \| 388年 \| 389年 |
| 纪年： | 甲申年（猴年）；东晋太元九年；前秦建元二十年；后燕燕元元年；后秦白雀元年；西燕燕兴元年          |

## 大事記
- 姚萇建立後秦。
- 慕容垂稱燕王，建立後燕。
- 慕容暐之弟慕容泓稱濟北王，建立西燕。
- 西燕謀臣高蓋等人殺害慕容泓改立慕容沖。
- 苻堅殺掉叛亂的鮮卑人，慕容柔因被宦官宋牙養為子而沒有被殺，與哥哥太子慕容寶的兒子慕容盛乘機逃出，投奔慕容沖。
- 東晉發動北伐，攻下山東河南一帶，淝水之戰前秦晉以淮河－漢水－長江一線為界的局面改成了以黃河為界。
- 慕容垂圍攻前秦的鄴城，守鄴城的長樂公苻丕曾向張蚝及并州刺史王騰求救，但二人皆以兵少而不能出兵救援。
- 依附後燕的翟斌隨後燕軍攻鄴城（今河北臨漳縣西），久攻不下，始有貳心，遂叛後燕，與前秦軍密謀，然而事洩被殺。

## 出生
- 顏延之

## 逝世
- 4月4日——桓沖，桓彝幼子，有武幹，受桓溫器重，官至車騎將軍。
- 苻琳，五胡十六國時代前秦第3代皇帝苻堅的小兒子。
- 慕容暐，五胡十六國時代前燕的最後一位君主（360年-370年在位）。
- 慕容泓，十六國時期西燕國建立者。
- 郗愔，高平金鄉人，東晉太尉郗鑑長子，王羲之妻弟，郗超之父。
- 翟斌，十六國時期丁零部落首領之一。